# Nikolái Moskalev
Nikolái Ivánovich Moskalev (en ruso: Николай Иванович Москалёв; Yelets, Imperio ruso, 6 de septiembrejul./ 18 de septiembre de 1897greg. - Moscú, Unión Soviética, julio de 1968) fue un artista, artista gráfico, pintor, cartelista y medallista soviético, principalmente conocido por haber diseñado un gran número de medallas militares durante la Segunda Guerra Mundial. En total, creó más de un centenar de pinturas y obras gráficas, bocetos para condecoraciones, carteles, así como doscientos estudios y bocetos de paisajes, naturalezas muertas, retratos, trama cotidiana, bocetos satíricos y humorísticos.

## Biografía

### Infancia y juventud
Nikolái Moskalev nació el 18 de septiembre de 1897 en Yelets, gobernación de Oriol (actualmente óblast de Lipetsk) en esa época parte del Imperio ruso, en el seno de una familia burguesa. Aquí se graduó en una escuela parroquial y, posteriormente, estudió en una escuela imperial. Desde pequeño, se sintió atraído por el dibujo y la pintura.
En 1917 fue reclutado en el Ejército Imperial ruso, donde, durante algún tiempo, sirvió como cadete. En 1918 se unió a las filas del Ejército Rojo, donde fue seleccionado para el departamento político de la guarnición de Yelets, para formar los primeros clubes del Ejército Rojo. Rápidamente sustituyó el dibujo por la pintura. Después de la desmovilización de 1920 a 1922, enseñó artes gráficas en la facultad de trabajadores de Yeletsk, mientras trabajaba como decorador en el teatro de la ciudad y como dibujante en la sucursal de Yeletsk de la Agencia de Telégrafos de Rusia (en ruso: Российское телеграфное агентство, Rossiyskoye telegrafnoye agentstvo, abr. ROSTA), además fue miembro del Sindicato de Artistas de Yeletsk.
En 1922 se trasladó a Moscú, donde, entre 1922 y 1927, estudió en los Talleres Técnicos y Artísticos Superiores (en 1926, transformados en Instituto Técnico y Artístico Superior), por las tardes trabajaba como instructor de arte en el club de la Casa del Consejo Militar Revolucionario. El día de la inauguración de la Casa Central del Ejército Rojo el 23 de marzo de 1928, Moskalev fue nombrado su artista principal y trabajó en este puesto durante treinta y cinco años (hasta 1963). Participó en numerosas exposiciones, incluida la Exposición de toda la Unión «quince años del Ejército Rojo», que se inauguró en junio de 1933 en Moscú.

### Segunda Guerra Mundial
Sin embargo, si por algo es conocido Moskalev, es por las decenas de bocetos para medallas que realizó a lo largo de toda su vida. Moskalev comenzó a trabajar en bocetos de insignias en la década de 1930, después de haber completado los dibujos de las insignias «Excelencia en el Ejército Rojo de Trabajadores y Campesinos», «Participante en las batallas del lago Jasan», «Participante del equipo deportivo de la Casa Central de Cultura». Pero cuando el artista realmente se hizo famoso fue durante la Gran Guerra Patria, cuando creó decenas de bocetos para condecoraciones militares.
En el otoño de 1941 durante los feroces combates en los alrededores de Moscú (véase batalla de Moscú), Nikolái Ivanovich comenzó a trabajar en el boceto de una medalla dedicada a la derrota de los alemanes cerca de Moscú. Moskalev no tenía ninguna duda de que Moscú no se rendiría al enemigo y que las nuevas condecoraciones militares, sin duda brillarían en el pecho de los soldados victoriosos. Dicho dibujo, posteriormente, lo utilizaría como modelo para diseñar el boceto original de la Orden de la Gloria.
Sin embargo no sería hasta junio de 1942 cuando el Gobierno soviético decidió crear una serie de medallas para premiar a los soldados y civiles que habían participado en la defensa de las ciudades deː Leningrado, Odesa, Sebastopol y Stalingrado. Stalin revisó personalmente los proyectos de varios artistas. Aunque al final aprobó los bocetos presentados por Moskalev. Sin embargo en el boceto de la medalla por la defensa de Stalingrado, Stalin insistió en que se retirara su retrato y la corona. Y en el reverso de las cuatro condecoraciones, debía colocarse la inscripción «Por nuestra patria soviética». Después de estas modificaciones, los bocetos de Moskalev fueron aprobados el 22 de diciembre de 1942.
Posteriormente diseño la Orden de Kutúzov. Los bocetos debían entregarse en solo un mes. Para realizar dicho encargo, buscó en mucha literatura histórica hasta encontrar un retrato de perfil adecuado del comandante Mijaíl Kutúzov, luego comenzó la búsqueda de la composición de la orden, la claridad del dibujo, la solidez temática. En un mes, se hicieron veinte bocetos. Así que no fue casualidad que su trabajo fuera aprobado. En 1943 diseñó la Medalla al partisano de la Guerra Patria, y la Orden de Bogdán Jmelnitski y, en 1944, la Medalla por la Defensa de Moscú. Además, Moskalev propuso los colores de todas las cintas para las órdenes y medallas de la URSS, establecidas entre 1943 y 1945.

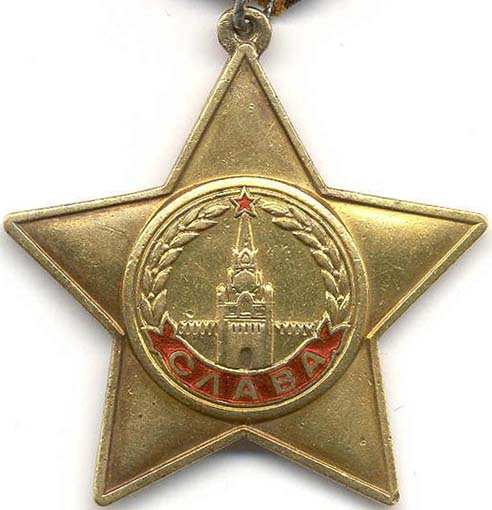
Estrella de la Orden de la Gloria de primer grado

En agosto de 1943 se encargó al Comité Técnico de la Dirección de Intendencia Principal del Ejército Rojo que elaborara un proyecto de orden para condecorar a soldados y suboficiales, llamado, a propuesta de Stalin, Orden de la Gloria. Nikolái Ivanovich creó un boceto de la orden en apenas cinco días, para ello, tomó como modelo el boceto original de la medalla dedicada a la derrota de los alemanes cerca de Moscú, que había diseñado en el otoño de 1941. El boceto final de la Orden de la Gloria, mostraba la torre Spásskaya del Kremlin de Moscú, con una estrella de cinco puntas, esmaltada en rojo, en su parte más alta. El conjunto estaba rodeado por una corona de trigo y una cinta a modo de pergamino, también esmaltado en rojo, en la parte inferior, en el que está la palabra «Slava» (Gloria). Quedaba por decidir cual sería el color de la cinta. Ninguno de los colores propuestos se adaptaba bien con la condecoración, de un color plateado claro. Moskalev recordó su juventud en 1916. Cuando en un camino polvoriento cerca de su localidad natal de Yelets, vio a un viejo soldado que camina por él apoyado en un bastón. Sobre su túnica blanquecina de polvo y sudor, la cruz de San Jorge se balancea sobre una cinta abigarrada. Ya no había ninguna duda de que una cinta negra con rayas naranjas debía aparecer en la nueva orden. Los colores del fuego y la pólvora. Los colores de la Cruz de San Jorge prerrevolucionaria - la condecoración más alta que se concedía a los soldados de la Rusia zarista.
La Orden de la Gloria se estableció el mismo día que la orden militar más alta de las concedidas por la Unión Soviéticaː la Orden de la Victoria, el 8 de noviembre de 1943. Al igual que la Cruz de San Jorge la nueva orden tenía varios grados, que se otorgaban secuencialmente y únicamente a soldados y suboficiales. El primer grado es el más alto, realizado en oro, y el segundo y el tercero son de plata. Durante los años de guerra más de un millón de combatientes recibieron la Orden de la Gloria y 2562 personas se convirtieron en titulares de la orden de primer grado (entre ellos, únicamente cuatro mujeres). Después de la guerra, la Orden de la Gloria fue otorgada en contadas ocasiones.
Los fondos del Museo de Costumbres Locales de la ciudad de Yelets contienen copias de los dibujos de las condecoraciones anteriores, los dibujos originales se conservan en el Museo Central de las Fuerzas Armadas en Moscú.
En 1943 recibió la Orden de la Bandera Roja del Trabajo por el cumplimiento exitoso de las asignaciones gubernamentales.
Aparte de su trabajó como Medallística también, cultivó el género del cartelismo político. Durante la Segunda Guerra Mundial sus carteles tenían un claro enfoque satírico: «Muerte al reptil fascista», «¡Aléjate de Moscú, reptil fascista!» Los carteles que instan al pueblo soviético a luchar contra el fascismo y defender la Patria son específicos y están llenos de cruda sencillez.. En 1965 creó carteles pidiendo la paz, alabando la hazaña de los cosmonautas soviéticos: «El mundo ganará la guerra», «El primer vuelo al espacio», «El primer paseo en el Universo». Además, pintó paisajes y naturalezas muertas. En total, creó más de un centenar de pinturas y obras gráficas, bocetos para condecoraciones, carteles, así como doscientos estudios y bocetos de paisajes, naturalezas muertas, retratos, trama cotidiana, bocetos satíricos, humorísticos.

### Posguerra
Después de la guerra diseñó las condecoracionesː Medalla por servicio impecable, la medalla del 20.º aniversario del Conjunto Académico de Canto y Danza A. V. Aleksándrov del Ejército Rojo.
Mientras vivía y trabajaba en Moscú solía visitar su localidad natal de Yelets, a quien dedicó muchas pinturas y dibujos, además, es el autor del emblema de la ciudad. Moskalev legó alrededor de un centenar de sus pinturas y obras gráficas al Museo de la cultura local de la ciudad de Yelets. Sus obras se conservan en los museos de historia local de Lípetsk, Yelets, el Museo Central de las Fuerzas Armadas, el Museo de Historia de la Ciudad de Moscú y otros. Nikolái Moskalev murió en julio de 1968 y fue enterrado en Moscú. Exactamente un mes antes de su muerte, en una carta al director del Museo local de Yelets, compartió sus proyectos para celebrar el 25.º aniversario de la Orden de la Gloria y organizar una nueva exposición de sus obras en su ciudad natal.